# 河邊之森站

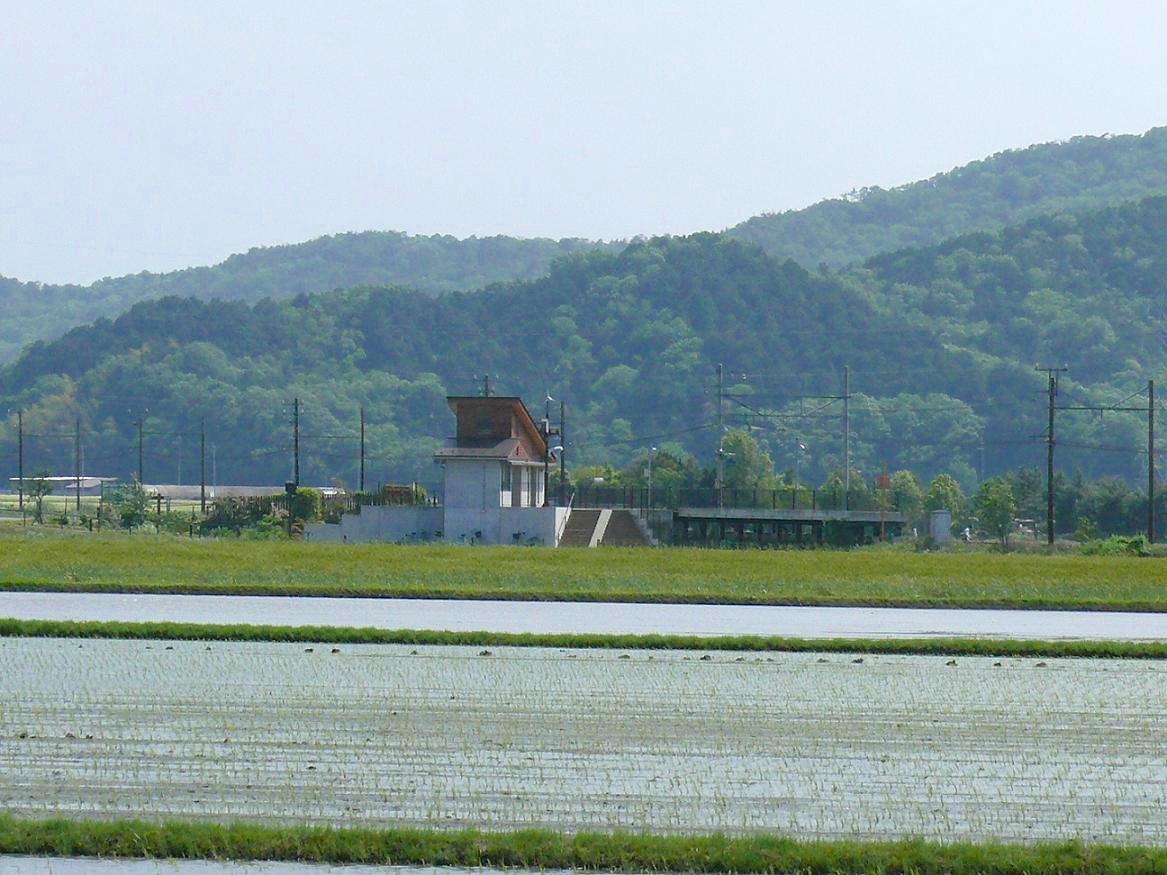
車站遠景(2007年5月)

河邊之森站（日语：／ Kawabenomori eki */?）是位於滋賀縣東近江市建部下野町，屬於近江鐵道本線的車站。車站編號為OR14。本站東南方約1公里的建部北町設有河邊之森，為最接近該處的車站。此站為請願車站。

## 歷史
- 2004年（平成16年）3月13日 - 車站啟用[1]。

## 車站構造
本站是地面車站，設有1面1線的單式月台。站內設有候車室、輪椅人士專用的斜道和無障礙設施廁所（男女分開）。候車室的屋頂設有太陽能發電裝置。

## 使用狀況
根據「東近江市統計書」，以下為近年一日平均乘車人次。
| 年度   | 一日平均 乘車人次 |
| ------ | ----------------- |
| 2005年 | 7                 |
| 2006年 | 14                |
| 2007年 | 13                |
| 2008年 | 11                |
| 2009年 | 6                 |
| 2010年 | 12                |
| 2011年 | 13                |
| 2012年 | 8                 |
| 2013年 | 9                 |
| 2014年 | 10                |
| 2015年 | 12                |
| 2016年 | 13                |

## 車站周邊
車站周邊設有廣寬的田園風景。
- 苗村神社
- 河邊生物之森　自然中心

## 相鄰車站
近江鐵道
■本線（湖東近江路線）
五箇莊（OR13）－河邊之森（OR14）－八日市（OR15）

## 注腳
1. 1 2  “河辺の森駅 あす開業 八日市・近江鉄道”. 京都新聞(京都新聞社). (2004年3月12日)

## 外部連結
- 河邊之森站 （页面存档备份，存于）（日語）（各站資訊）- 近江鐵道